# Liste des cantons du Val-de-Marne

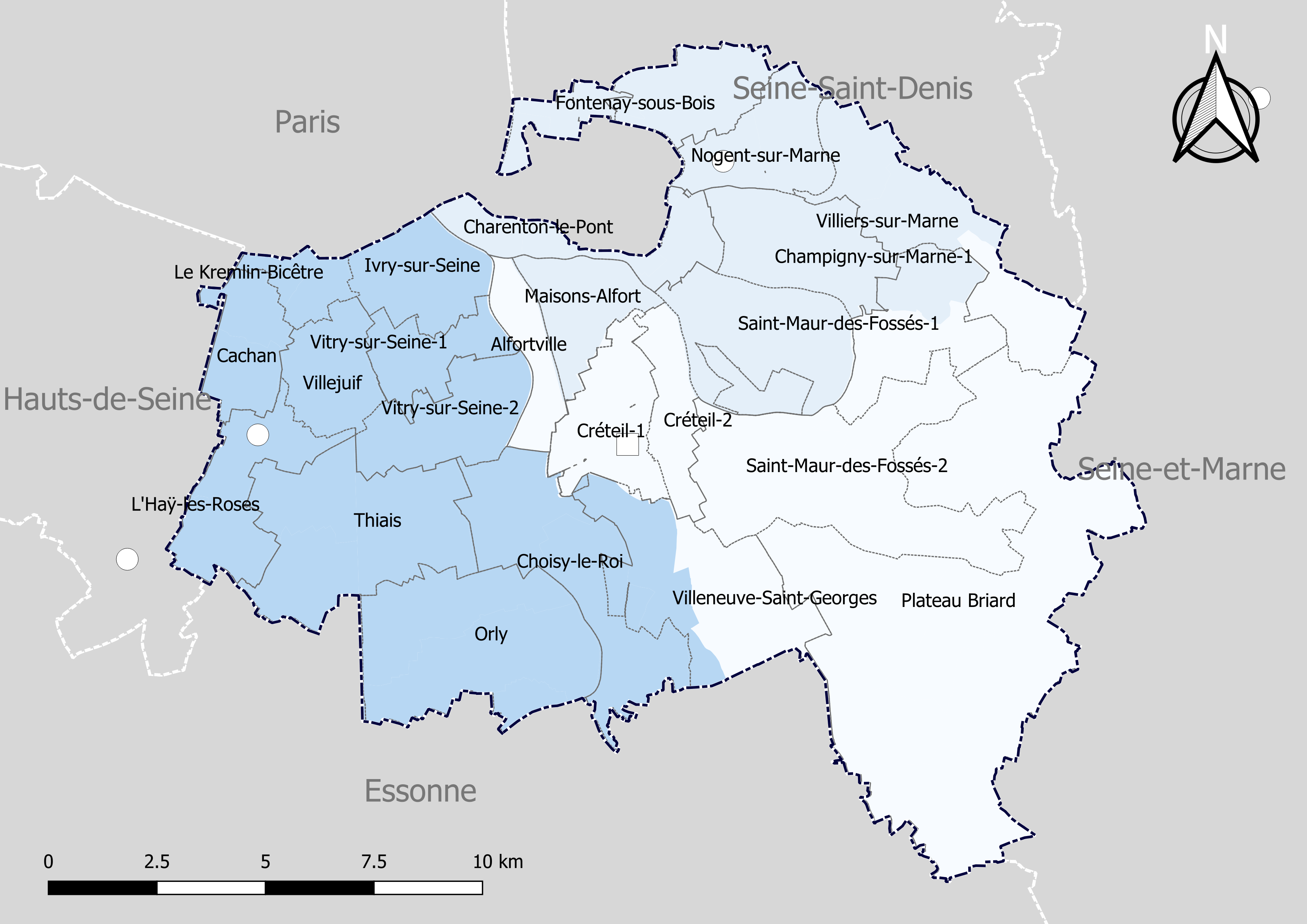
Découpage cantonal du département du Val-de-Marne, avec en surimpression les arrondissements (en nuances de bleu) - Carte arrêtée au 1er janvier 2019.

Le Val-de-Marne, département français appartenant à la petite couronne et qui fait partie de la région Île-de-France, est divisé en cantons, subdivisions administratives qui servent à l'élection des conseillers généraux (jusqu'en 2015) puis des conseillers départementaux (à compter de 2015). Historiquement, certaines administrations de l'État étaient organisées à l'échelle des cantons.
Le nombre des cantons du Val-de-Marne a été modifié à trois reprises, par les décrets du 20 janvier 1976, du 24 décembre 1984 et, dans le cadre du redécoupage cantonal de 2014 en France, par le décret du 17 février 2014. Ce dernier a pris effet lors des élections départementales de 2015 dans le Val-de-Marne.

## La création des cantons du Val-de-Marne
Trente-trois cantons sont créés par le décret du 20 juillet 1967 lors de la constitution du département du Val-de-Marne. Certains de ces cantons portent le même nom que d'anciens cantons de l'ancien département de la Seine et de celui de Seine-et-Oise, mais sans avoir nécessairement la même délimitation.

## Découpage cantonal de 1976 à 1984
Cinq cantons sont créés par le décret du 20 janvier 1976 :
- Canton d'Arcueil ;
- Canton de Créteil-Sud et canton de Créteil-Nord, s'accompagnant de la suppression du canton de Créteil ;
- Canton de Champigny-sur-Marne-Est et canton de Champigny-sur-Marne-Ouest, s'accompagnant de la suppression du canton de Champigny-sur-Marne ;
- Canton de Vincennes-Fontenay-Nord, canton de Vincennes-Fontenay-Sud et canton de Fontenay-sous-Bois-Est, par suppression des cantons de canton de Vincennes-Est et canton de Fontenay-sous-Bois ;
- Canton de Villiers-sur-Marne.

Ce redécoupage était destiné à d'éviter que certains cantons ne dépassent 25 000 électeurs, tout en limitant le risque de basculement à gauche du département, la droite n'ayant, après les élections cantonales de 1973, qu'un siège d'avance.

## Découpage cantonal de 1984 à 2014
Un redécoupage de certains cantons est défini par le décret du 24 décembre 1984.
Liste des 49 cantons du département du Val-de-Marne, par arrondissement
- arrondissement de Créteil (25 cantons - préfecture : Créteil) :
canton d'Alfortville-Nord - canton d'Alfortville-Sud - canton de Boissy-Saint-Léger - canton de Bonneuil-sur-Marne - canton de Charenton-le-Pont - canton de Choisy-le-Roi - canton de Créteil-Nord - canton de Créteil-Ouest - canton de Créteil-Sud - canton d'Ivry-sur-Seine-Est - canton d'Ivry-sur-Seine-Ouest - canton de Maisons-Alfort-Nord - canton de Maisons-Alfort-Sud - canton d'Orly - canton de Saint-Maur-des-Fossés-Centre - canton de Saint-Maur-des-Fossés-Ouest - canton de Saint-Maur-La Varenne - canton de Sucy-en-Brie - canton de Valenton - canton de Villecresnes - canton de Villeneuve-le-Roi - canton de Villeneuve-Saint-Georges - canton de Vitry-sur-Seine-Est - canton de Vitry-sur-Seine-Nord - canton de Vitry-sur-Seine-Ouest
- arrondissement de L'Haÿ-les-Roses (9 cantons - sous-préfecture : L'Haÿ-les-Roses) :
canton d'Arcueil - canton de Cachan - canton de Chevilly-Larue - canton de Fresnes - canton de L'Haÿ-les-Roses - canton du Kremlin-Bicêtre - canton de Thiais - canton de Villejuif-Est - canton de Villejuif-Ouest
- arrondissement de Nogent-sur-Marne (15 cantons - sous-préfecture : Nogent-sur-Marne) :
canton de Bry-sur-Marne - canton de Champigny-sur-Marne-Centre - canton de Champigny-sur-Marne-Est - canton de Champigny-sur-Marne-Ouest - canton de Chennevières-sur-Marne - canton de Fontenay-sous-Bois-Est - canton de Fontenay-sous-Bois-Ouest - canton de Joinville-le-Pont - canton de Nogent-sur-Marne - canton d'Ormesson-sur-Marne - canton du Perreux-sur-Marne - canton de Saint-Mandé - canton de Villiers-sur-Marne - canton de Vincennes-Est - canton de Vincennes-Ouest

## Découpage cantonal de 2014 à aujourd'hui
Dans la poursuite de la réforme territoriale engagée en 2010, l'Assemblée nationale adopte définitivement le 17 avril 2013 la réforme du mode de scrutin pour les élections départementales destinée à garantir la parité hommes/femmes. Les lois (loi organique 2013-402 et loi 2013-403) sont promulguées le 17 mai 2013. Un nouveau découpage territorial est défini par décret du 17 février 2014 pour le département de la Val-de-Marne. Celui-ci entre en vigueur lors du premier renouvellement général des assemblées départementales suivant la publication du décret, prévu en mars 2015, remplaçant les élections cantonales de 2014 et 2017. Les conseillers départementaux sont élus au scrutin majoritaire binominal mixte. Les électeurs de chaque canton éliront au Conseil départemental, nouvelle appellation des Conseils généraux, deux membres de sexe différent, qui se présenteront en binôme de candidats. Les conseillers départementaux seront élus pour 6 ans au scrutin binominal majoritaire à deux tours, l'accès au second tour nécessitant 10 % des inscrits au 1er tour. En outre la totalité des conseillers départementaux est renouvelée.
Ce nouveau mode de scrutin nécessite un redécoupage des cantons dont le nombre est divisé par deux avec arrondi à l'unité impaire supérieure si ce nombre n'est pas entier impair et avec des conditions de seuils minimaux. Dans le Val-de-Marne le nombre de cantons passe ainsi de 49 à 25.
Les critères du remodelage cantonal sont les suivants : le territoire de chaque canton doit être défini sur des bases essentiellement démographiques, le territoire de chaque canton doit être continu et les communes de moins de 3 500 habitants sont entièrement comprises dans le même canton. Il n’est fait référence, ni aux limites des arrondissements, ni à celles des circonscriptions législatives.
Conformément à de multiples décisions du Conseil constitutionnel depuis 1985 et notamment sa décision no 2010-618 DC du 9 décembre 2010, il est admis que le principe d’égalité des électeurs au regard des critères démographiques est respecté lorsque le ratio conseiller/habitant de la circonscription est compris dans une fourchette de 20 % de part et d'autre du ratio moyen conseiller/habitant du département. Pour le département de la Val-de-Marne, la population de référence est la population légale en vigueur au 1er janvier 2013, à savoir la population millésimée 2010, soit 1 327 732 habitants. Avec 25 cantons la population moyenne par conseiller départemental est de 53 109 habitants. Ainsi la population de chaque nouveau canton doit-elle être comprise entre 42 487 habitants et 63 731 habitants pour respecter le principe de l'égalité citoyenne au vu des critères démographiques.

### Composition détaillée
| N° | Nom du Canton            | Bureau centralisateur    | Population 2012 | Écart /moyenne | Nombre de communes entières           | Communes composant le canton |
| -- | ------------------------ | ------------------------ | --------------- | -------------- | ------------------------------------- | --- |
| 1  | Alfortville              | Alfortville              | 44 397          | 0,83           | 1                                     | Alfortville. |
| 2  | Cachan                   | Cachan                   | 47 891          | 0,9            | 2                                     | Arcueil, Cachan. |
| 3  | Champigny-sur-Marne-1    | Champigny-sur-Marne      | 50 409          |                | fraction Champigny-sur-Marne          | Partie de la commune de Champigny-sur-Marne située à l'ouest d'une ligne définie par l'axe des voies et limites suivantes : depuis la limite territoriale de la commune de Villiers-sur-Marne, rue des Nations, place de l'Union, rue Voltaire, avenue Maurice-Thorez, avenue des Grands-Godets, ligne droite dans le prolongement de l'avenue des Grands-Godets jusqu'à l'angle de la rue Marcel-Paul, rue Marcel-Paul, rue de Dunkerque, rue du Monument, prolongement de la rue du Monument jusqu'à la limite territoriale de la commune de Chennevières-sur-Marne. |
| 4  | Champigny-sur-Marne-2    | Champigny-sur-Marne      | 43 764          | 0,34           | 1 + fraction Champigny-sur-Marne      | 1° La commune suivante : Chennevières-sur-Marne. 2° La partie de la commune de Champigny-sur-Marne non incluse dans le canton de Champigny-sur-Marne-1. |
| 5  | Charenton-le-Pont        | Charenton-le-Pont        | 66 509          |                | 3 + fraction Nogent-sur-Marne         | 1° Les communes suivantes : Charenton-le-Pont, Joinville-le-Pont, Saint-Maurice. 2° La partie de la commune de Nogent-sur-Marne située à l'ouest d'une ligne définie par l'axe des voies et limites suivantes : depuis la limite territoriale de la commune de Paris, avenue des Merisiers, à l'angle de l'avenue des Merisiers et de l'avenue de Joinville, ligne perpendiculaire à l'avenue de Joinville, avenue Charles-V, avenue de Neptune, prolongement de l'avenue de Neptune jusqu'à la limite territoriale de la commune de Joinville-le-Pont. |
| 6  | Choisy-le-Roi            | Choisy-le-Roi            | 61 745          |                | 1 + fraction Villeneuve-Saint-Georges | 1° Les communes suivantes : Choisy-le-Roi. 2° La partie de la commune de Villeneuve-Saint-Georges située à l'ouest d'une ligne définie par l'axe des voies et limites suivantes : depuis la limite territoriale de la commune de Valenton, avenue Winston-Churchill, rue de Paris, rue Bernard-Palissy, avenue Anatole-France, rue Ferrer-et-Siegfried, avenue de Valenton, jusqu'à la limite territoriale de la commune de Valenton. |
| 7  | Créteil-1                | Créteil                  | 45 137          |                | fraction Créteil                      | Partie de la commune de Créteil située à l'ouest d'une ligne définie par l'axe des voies et limites suivantes : depuis la limite territoriale de la commune de Maisons-Alfort, rue Chéret, rue des Galets, rue des Moëllons, rue des Bleuets, rue Henri-Koch, rue Charles-Beuvin, rue du Castel, avenue Laferrière, avenue du Maréchal-de-Lattre-de-Tassigny, rue de Paris, rue des Mèches, rue de Mesly, avenue du Chemin-de-Mesly, avenue du Général-de-Gaulle route départementale D 1, chemin des Bassins, jusqu'à la limite territoriale de la commune de Valenton. |
| 8  | Créteil-2                | Créteil                  | 44 708          |                | fraction Créteil                      | Partie de la commune de Créteil non incluse dans le canton de Créteil-1. |
| 9  | Fontenay-sous-Bois       | Fontenay-sous-Bois       | 62 468          |                | 1 + fraction Vincennes                | 1° Les communes suivantes : Fontenay-sous-Bois. 2° La partie de la commune de Vincennes non incluse dans le canton de Vincennes. |
| 10 | L'Haÿ-les-Roses          | L'Haÿ-les-Roses          | 57 587          | 1,06           | 2                                     | Fresnes, L'Haÿ-les-Roses. |
| 11 | Ivry-sur-Seine           | Ivry-sur-Seine           | 58 579          | 1,09           | 1                                     | Ivry-sur-Seine. |
| 12 | Le Kremlin-Bicêtre       | Le Kremlin-Bicêtre       | 42 742          | 0,81           | 2                                     | Gentilly, Le Kremlin-Bicêtre. |
| 13 | Maisons-Alfort           | Maisons-Alfort           | 54 186          | 1              | 1                                     | Maisons-Alfort. |
| 14 | Nogent-sur-Marne         | Nogent-sur-Marne         | 60 661          |                | 1 + fraction Nogent-sur-Marne         | 1° La commune suivante : Le Perreux-sur-Marne. 2° La partie de la commune de Nogent-sur-Marne non incluse dans le canton de Charenton-le-Pont. |
| 15 | Orly                     | Orly                     | 46 737          | 0,85           | 3                                     | Ablon-sur-Seine, Orly, Villeneuve-le-Roi. |
| 16 | Plateau briard           | Boissy-Saint-Léger       | 58 017          | 1,09           | 8                                     | Boissy-Saint-Léger, Mandres-les-Roses, Marolles-en-Brie, Noiseau, Périgny, La Queue-en-Brie, Santeny, Villecresnes. |
| 17 | Saint-Maur-des-Fossés-1  | Saint-Maur-des-Fossés    | 61 116          |                | fraction Saint-Maur-des-Fossés        | Partie de la commune de Saint-Maur-des-Fossés située au nord d'une ligne définie par l'axe des voies et limites suivantes : depuis la limite territoriale de la commune de Maisons-Alfort, cours de la Marne, jusqu'au croisement du quai de la Pie et du quai de Bonneuil, quai de la Pie, avenue du Raincy, place de la Pie, rue Paul-Déroulède, boulevard du Général-Giraud, place Bourbaki, boulevard du Général-Giraud, boulevard de Créteil, rond-point du boulevard de Créteil, rue Garibaldi, place Garibaldi, place d'Adamville-Kennedy, rue Garibaldi, boulevard des Mûriers, avenue Louis-Blanc, boulevard de la Marne, avenue Jeanne-d'Arc, avenue Caffin, rue Arago, voie de chemin de fer jusqu'à la Marne et la limite territoriale de la commune de Bonneuil-sur-Marne. |
| 18 | Saint-Maur-des-Fossés-2  | Saint-Maur-des-Fossés    | 65 344          | 0,98           | 3 + fraction Saint-Maur-des-Fossés    | 1° Les communes suivantes : Bonneuil-sur-Marne, Ormesson-sur-Marne, Sucy-en-Brie. 2° La partie de la commune de Saint-Maur-des-Fossés non incluse dans le canton de Saint-Maur-des-Fossés-1. |
| 19 | Thiais                   | Thiais                   | 53 899          | 1,01           | 3                                     | Chevilly-Larue, Rungis, Thiais. |
| 20 | Villejuif                | Villejuif                | 56 504          | 1,04           | 1                                     | Villejuif. |
| 21 | Villeneuve-Saint-Georges | Villeneuve-Saint-Georges | 46 090          |                | 2 + fraction Villeneuve-Saint-Georges | 1° Les communes suivantes : Limeil-Brévannes, Valenton. 2° La partie de la commune de Villeneuve-Saint-Georges non incluse dans le canton de Choisy-le-Roi. |
| 22 | Villiers-sur-Marne       | Villiers-sur-Marne       | 63 032          | 1,17           | 3                                     | Bry-sur-Marne, Le Plessis-Trévise, Villiers-sur-Marne. |
| 23 | Vincennes                | Vincennes                | 62 207          |                | 1 + fraction Vincennes                | 1° La commune suivante : Saint-Mandé. 2° La partie de la commune de Vincennes située à l'ouest d'une ligne définie par l'axe des voies et limites suivantes : depuis la limite territoriale de la commune de Fontenay-sous-Bois, rue Jules-Massenet, rue de la Jarry, boulevard de la Libération, jusqu'à la limite territoriale de la commune de Paris. |
| 24 | Vitry-sur-Seine-1        | Vitry-sur-Seine          | 44 920          |                | fraction Vitry-sur-Seine              | Partie de la commune de Vitry-sur-Seine située au nord d'une ligne définie par l'axe des voies et limites suivantes : depuis la limite territoriale de la commune de Villejuif, avenue du Colonel-Fabien, rue Edouard-Tremblay, rue Meissonier, voie des Monis, rue de la Petite-Saussaie, voie Houdon, voie Van-Loo, chemin Saint-Martin, rue Edouard-Till, rue Edouard-Tremblay, rue Langlois, avenue Lucien-Français, rue de Meissen, rue de Kladno, avenue Youri-Gagarine, rue Camille-Groult, place des Martyrs-de-la-Déportation, rue du 18-Juin-1940, rue Dupetitval, avenue Guy-Môquet, avenue Paul-Vaillant-Couturier, rue Neuve, rue Gabriel-Péri, rue de l'Argonne, rue du Colonel-Moll, rue d'Odessa, voie située dans le prolongement de la rue de la Marne, avenue Jean-Jaurès, avenue du Président-Salvador-Allende (route départementale 148), pont du Port-à-l'Anglais, jusqu'à la limite territoriale de la commune d'Alfortville. |
| 25 | Vitry-sur-Seine-2        | Vitry-sur-Seine          | 43 182          |                | fraction Vitry-sur-Seine              | Partie de la commune de Vitry-sur-Seine non incluse dans le canton de Vitry-sur-Seine-1. |
|    |                          |                          | 1 341 831       |                | 47                                    | |

### Répartition par arrondissement
Contrairement à l'ancien découpage où chaque canton était inclus à l'intérieur d'un seul arrondissement, le nouveau découpage territorial s'affranchit des limites des arrondissements. Certains cantons peuvent être composés de communes appartenant à des arrondissements différents. Dans le département de la Val-de-Marne, c'est le cas de trois cantons (Charenton-le-Pont, Plateau briard, Saint-Maur-des-Fossés-2).
Le tableau suivant présente la répartition par arrondissement :
| N° | Canton                   | Créteil                               | Nogent-sur-Marne                 | L'Haÿ-les-Roses | Total                                 |
| -- | ------------------------ | ------------------------------------- | -------------------------------- | --------------- | ------------------------------------- |
| 1  | Alfortville              | 1                                     |                                  |                 | 1                                     |
| 2  | Cachan                   |                                       |                                  | 2               | 2                                     |
| 3  | Champigny-sur-Marne-1    |                                       | fraction Champigny-sur-Marne     |                 | fraction Champigny-sur-Marne          |
| 4  | Champigny-sur-Marne-2    |                                       | 1 + fraction Champigny-sur-Marne |                 | 1 + fraction Champigny-sur-Marne      |
| 5  | Charenton-le-Pont        | 2                                     | 1 + fraction Nogent-sur-Marne    |                 | 3 + fraction Nogent-sur-Marne         |
| 6  | Choisy-le-Roi            | 1 + fraction Villeneuve-Saint-Georges |                                  |                 | 1 + fraction Villeneuve-Saint-Georges |
| 7  | Créteil-1                | fraction Créteil                      |                                  |                 | fraction Créteil                      |
| 8  | Créteil-2                | fraction Créteil                      |                                  |                 | fraction Créteil                      |
| 9  | Fontenay-sous-Bois       |                                       | 1 + fraction Vincennes           |                 | 1 + fraction Vincennes                |
| 10 | L'Haÿ-les-Roses          |                                       |                                  | 2               | 2                                     |
| 11 | Ivry-sur-Seine           | 1                                     |                                  |                 | 1                                     |
| 12 | Le Kremlin-Bicêtre       |                                       |                                  | 2               | 2                                     |
| 13 | Maisons-Alfort           | 1                                     |                                  |                 | 1                                     |
| 14 | Nogent-sur-Marne         |                                       | 1 + fraction Nogent-sur-Marne    |                 | 1 + fraction Nogent-sur-Marne         |
| 15 | Orly                     | 3                                     |                                  |                 | 3                                     |
| 16 | Plateau briard           | 6                                     | 2                                |                 | 8                                     |
| 17 | Saint-Maur-des-Fossés-1  | fraction Saint-Maur-des-Fossés        |                                  |                 | fraction Saint-Maur-des-Fossés        |
| 18 | Saint-Maur-des-Fossés-2  | 2 + fraction Saint-Maur-des-Fossés    | 1                                |                 | 3 + fraction Saint-Maur-des-Fossés    |
| 19 | Thiais                   |                                       |                                  | 3               | 3                                     |
| 20 | Villejuif                |                                       |                                  | 1               | 1                                     |
| 21 | Villeneuve-Saint-Georges | 2 + fraction Villeneuve-Saint-Georges |                                  |                 | 2 + fraction Villeneuve-Saint-Georges |
| 22 | Villiers-sur-Marne       |                                       | 3                                |                 | 3                                     |
| 23 | Vincennes                |                                       | 1 + fraction Vincennes           |                 | 1 + fraction Vincennes                |
| 24 | Vitry-sur-Seine-1        | fraction Vitry-sur-Seine              |                                  |                 | fraction Vitry-sur-Seine              |
| 25 | Vitry-sur-Seine-2        | fraction Vitry-sur-Seine              |                                  |                 | fraction Vitry-sur-Seine              |
|    |                          | 23                                    | 14                               | 10              | 47                                    |